# NGC 5066
NGC 5066 (NGC 5069) je spiralna galaktika u zviježđu Djevici. Naknadno je utvrđeno da je NGC 5069 ista galaktika.

## Vanjske poveznice
- (engl.) SEDS: NGC 5066
- (engl.) Revidirani Novi opći katalog
- (engl.) Izvangalaktička baza podataka NASA-e i IPAC-a
- (engl.) Astronomska baza podataka SIMBAD
- (engl.) VizieR